# Educació infantil

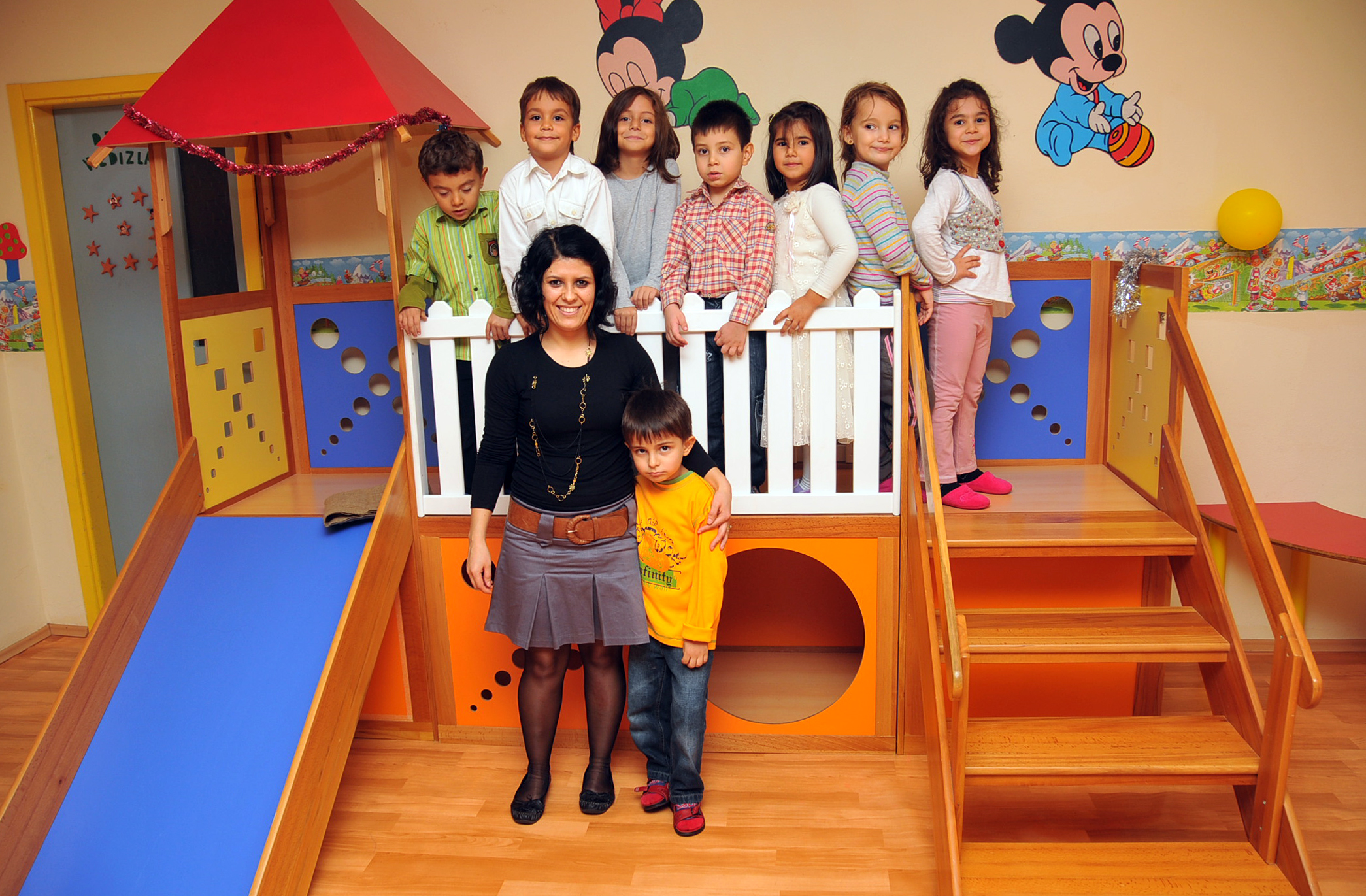
Nens de 6 anys en una llar d'infants d'Alanya

L'educació infantil, preescolar o maternal és aquella que es dona abans de l'inici de l'educació primària o l'ensenyament obligatori). Actualment és regulada pel sistema educatiu català com una etapa organitzada en dos cicles, de 0-3 anys (llar d'infants) i de 3-6 anys (Parvulari). En l'etapa de Parvulari, a Catalunya, cada curs s'anomena de manera sintètica P-3 (3 anys), P-4 (4 anys) i P-5 (5 anys). No és una etapa obligatòria. La finalitat de l'educació infantil és la de contribuir al desenvolupament físic, afectiu, social i intel·lectual de nenes i nens. La importància d'aquesta etapa rau en el seu possible caràcter compensatori de les desigualtats familiars culturals, en el paper atorgat a la socialització i en el foment de les capacitats dels nens i nenes (es creu que els primers anys de vida són els més proclius a l'estimulació). Equival al nivell 0 d'instrucció de l'ISCED.

## Àrees curriculars
Segons l'article 9.4 de la LOGSE, els continguts s'organitzen en àrees pròpies de l'experiència i desenvolupament de l'infant. Tot i que l'etapa és globalitzada, les àrees curriculars es divideixen en tres grans blocs:
1. Descoberta d'un mateix. Aquesta àrea pretén descobrir, conèixer i comprendre la pròpia identitat, com a individu i com a membre d'un grup. El concepte que té una persona de si mateix, tot és fruit de diversos factors com ara l'autoimatge, l'autoestima, la confiança en si mateix,.... Aquests es van creant a través del coneixement del propi cos i el dels altres, de la relació amb totes aquelles persones que l'envolten (família, mestres, companys, veïns...). Essent tan importants els adults com les persones que es troben al seu mateix nivell. Tot això afavorirà el seu creixement personal, l'autonomia i l'autoconcepte.
2. Descoberta de l'entorn natural i social. Aquesta àrea pretén descobrir, conèixer i comprendre tot allò conforma la realitat de l'infant, tot allò que l'envolta. L'entorn natural i social és un tot, encara que pot englobar aspectes diversos; i no deixa d'ésser una única realitat que va construint. Cal no oblidar mai que l'infant, en arribar a l'escola, ja porta unes experiències prèvies. A partir d'aquestes ha anat construint una xarxa de conceptes entrellaçats (casa, escola, barri, família…). I a l'escola va ampliant aquest coneixement.
3. Intercomunicació i llenguatges. Aquesta àrea pretén descobrir, conèixer i comprendre de quina manera pot relacionar-se la nena o el nen amb el seu entorn, físic i humà. Són una sèrie de recursos i instruments que afavoreixen interrelacions. Els diversos canals de comunicació són importants com a nexe entre el seu món interior i l'exterior. Dins del currículum engloba els llenguatges: verbal, musical, corporal, plàstic i matemàtic.

## Fonaments
L'educació Infantil tracta principalment d'aprofitar les etapes en les quals el nen té major capacitat d'assimilar i aprendre. En resum l'objectiu no és acumular informació sinó saber-la aplicar.
És important saber que en el qual es desenvolupa el nen serà un dels factors determinants per al quocient intel·lectual del nen. Encara que perquè tot això funcioni els pares tenen un important paper, ja que l'educació depèn de l'escola i també de la família.
Un dels factors determinants també és el llenguatge enriquit, és una de les peces claus de l'Educació infantil. Sobre el llenguatge es va construint el pensament i la capacitat de descodificar la realitat i la pròpia experiència, és a dir, la capacitat d'aprendre. S'ha de crear un ambient en el qual el llenguatge sigui el gran protagonista, per tal que el nen exerciti el llenguatge. Tot i que la idea fonamental és millorar-lo, buscar noves possibilitats expressives.
Es poden classificar en tres tipus de fonaments:

### Fonaments biològics
El codi genètic és tot allò amb què neix una persona, per tant, el que s'aprèn o adquireix no és genètic.
L'Educació Infantil tracta principalment d'aprofitar les etapes en les que el nen té major capacitat d'assimilar i aprendre i que a la vegada el nen sàpiga aplicar tot el que aprèn a determinades situacions en les quals es pot trobar. En resum l'objectiu no és acumular informació sinó saber-la aplicar. És important saber que l'ambient en el qual es desenvolupa el nen serà un dels factors determinants per al quocient intel·lectual del nen. Encara que perquè tot això funcioni els pares tenen un important paper, ja que l'educació depèn de l'escola i també de la família.
El principal problema de l'Educació Infantil avui dia és el desconeixement de la psicologia infantil, encara que sí que coneixem alguns aspectes dels nens pertanyents a aquesta etapa, tenim constància dels aspectes cognitius, el motor...
Però en canvi en l'àmbit emotiu i afectiu és on hi ha un major desconeixement, quan aquest aspecte s'ha de treballar molt detingudament en aquesta edat, ja que en aquest període el nen té una gran facilitat per aprendre, i s'ha d'afegir que és el nen el que selecciona els seus aprenentatges en funció de les seves experiències Hem de tenir en compte que tot el que el nen adquireix o no, no és genètic (els gens no tenen res a veure).

### Fonaments sociològics
En els quals intervé la família, l'escola i la societat.
L'escola infantil introdueix al nen a una socialització, és a dir, s'inclou al nen en una societat en la que ha d'acollir a educadors, companys... i en la que a la vegada ha d'aprendre a acatar unes normes. Tant l'escola com la família influeixen en el creixement de l'infant per tant lo ideal seria que tant la família com l'escola han de seguir les mateixes pautes d'educació.

### Fonaments psicopedagògics
La pedagogia pretén la millora de l'educació per tant se sosté en una sèrie de conceptes teòrics:
- Formulació d'objectius i activitats que puguin realitzar els nens.
- Informació sobre les accions dels projectes educatius.
- Creació d'estímuls.

Per poder entendre com es desenvolupen i aprenen els nens i nenes de l'etapa d'educació infantil convé aclarir alguns conceptes que s'utilitzen molt sovint i que de vegades ens poden portar a confusions si no són utilitzats de la mateixa manera. Ens referim a tres conceptes molt interrelacionats: maduració, desenvolupaments i aprenentatge.
- Maduració: quan fem referència aquest terme estem parlant d'aquells canvis que tenen lloc al llarg de l'evolució dels individus que es fonamenten en la variació de l'estructura i la funció de les cèl·lules. Així per exemple, es pot parlar de la maduració del sistema nerviós central, mitjançant la qual es creen les condicions perquè hi hagi més i millors connexions nervioses que permetin una resposta més adaptada a les necessitats creixents de l'individu. La maduració està estretament lligada al creixement (que es correspondria bàsicament als canvis quantitatius: llargària dels ossos, augment del pes corporal, etc.) i, per tant, aquells aspectes més biològics, físics, de l'evolució de les persones.

- Desenvolupament centrat en la formació progressiva de les funcions pròpiament humanes (llenguatge, raonaments, memòria, atenció, estima). Es tracta del procés mitjançant el qual es posen en marxa les potencialitats dels éssers humans. Considerem que és un procés que no s'acaba mai i en el qual es donen una sèrie de salts qualitatius que porten d'un estat de menys capacitat (més dependència de les altres persones, menys possibilitats de resposta, etc.) a més capacitat (més autonomia, més possibilitats de resoldre problemes de diferents tipus, més capacitats de crear, etc.) Les criatures, quan neixen, necessiten unes cures mínimes i una atenció no gaire complexa. A mesura que van creixent, es va duent a terme una complexificació de les seves demandes.

- Aprenentatge: mitjançant els processos d'aprenentatge les persones incorporen nous coneixements, valors, habilitats que són propis de la cultura i de la societat en què viuen. Els aprenentatges que incorporen fan canviar conductes, maneres de fer, maneres de respondre i són producte de l'educació que altres individus de la nostra mateixa societat han planificat i organitzat, o bé del contacte menys planificat amb les persones amb qui ens relacionem.

## Projectes de treball
En els diferents àmbits de decisió escolar són moltes i diferents les alternatives que poden aprendre respecte al principi d'intervenció, els objectius que aconseguir i l'organització del treball. Entenem l'organització del currículum a través de projectes de treball, volem que els nostres alumnes siguin capaços d'aprendre a aprendre utilitzant totes les estratègies lligades al seu pensament. Mitjançant l'acomodació i l'assimilació en l'aprenentatge, tenint en compte conceptes fets, habilitats, procediments, estratègies, actituds, valors i normes. Volen formant un individu autònom, amb expectatives de progrés personal en funció del coneixement de les seves pròpies capacitats. En Educació infantil ens hem marcat els següents objectius:
- Aprendre a aprendre a diferenciar entre els nivells de coneixement: fantasia/ realitat, pensaments/realitat.
- A partir de les estructures del procés intuïtiu, elaborar representacions de la realitat que tinguin en compte diferents continguts.
- Iniciar-se en la utilització de diverses fonts d'informació.